# داگلاس فاولی
داگلاس فاولی (انگلیسی: Douglas Fowley; ۳۰ مهٔ ۱۹۱۱ – ۲۱ مهٔ ۱۹۹۸) بازیگر اهل ایالات متحده آمریکا بود. وی بین سال‌های ۱۹۳۳ تا ۱۹۸۲ میلادی فعالیت می‌کرد.
از فیلم‌ها یا برنامه‌های تلویزیونی که وی در آن نقش داشته‌است، می‌توان به دیوانگان رقص، آواز در باران، شهر داج، متکبرها، سربلند، دوره‌گردها، باراباس، واگن دسته موزیک، میدان جنگ، جو یانگ قدرتمند، ترسیده در حد مرگ، این هزاران تپه‌ماهور، و خانم اومالی و آقای مالون اشاره کرد.